# 王慧炯
王慧炯（1925年—2020年6月24日），男，原籍江苏昆山，生于上海，中国系统工程专家、经济学家，曾任中国系统工程学会常务理事，第八、九届全国政协委员。